# Lista över Kameruns presidenter
Detta är en lista över Kameruns presidenter.
| Namn           | Ämbetsperiod                   |
| -------------- | ------------------------------ |
| Ahmadou Ahidjo | 1 januari 1960–6 november 1982 |
| Paul Biya      | 6 november 1982–               |